# Eurypsyche microsticta
Eurypsyche microsticta là một loài bướm đêm trong họ Noctuidae.